# Taillebourg (Charente Marittima)
Taillebourg è un comune francese di 748 abitanti situato nel dipartimento della Charente Marittima nella regione della Nuova Aquitania.

## Società

### Evoluzione demografica
Abitanti censiti